# Reprezentacja Niemiec w lacrosse mężczyzn
Reprezentacja Niemiec w lacrosse mężczyzn – narodowy zespół lacrosse, reprezentujący Niemcy w meczach i turniejach międzynarodowych, organizowanych przez ILF i EFL, za którego funkcjonowanie odpowiedzialny jest Niemiecki Związek Lacrosse.

## Historia
Reprezentacja Niemiec w lacrosse powstała na początku lat 90. XX w. Na turnieju międzynarodowym zadebiutowała w 1995 roku na mistrzostwach Europy, które odbyły się w Pradze, na których została sklasyfikowana na 6. miejscu. Na mistrzostwach Europy 1996, których była gospodarzem (w Düsseldorfie) również zajęła 6. miejsce. W 1998 roku zadebiutowała na mistrzostwach świata, które odbyły się w Baltimore, na których została sklasyfikowana na 6. miejscu. Na mistrzostwach Europy 1999 w Manchesterze zdobyła wicemistrzostwo turnieju po przegranej 12:9 w finale z gospodarzami, reprezentacją Anglii (podobnie na mistrzostwach Europy 2000 w Glasgow – 11:7).
Na mistrzostwach Europy 2001 w walijskim Penarth reprezentacja Niemiec wygrała w finale 16:8 z reprezentacją Anglii, zostając tym samym drugą i jedyną do tej reprezentacją, która oprócz reprezentacji Anglii triumfowała w turnieju.
W 2022 roku zadebiutowała na World Games 2022 w Birmingham, na których została sklasyfikowana na 7. miejscu po wygranej 11 lipca 2022 roku, 16:11 z reprezentacją Izraela.

## Udział w międzynarodowych turniejach
| Udział na World Games | Udział na World Games |
| Rok                   | Miejsce               |
| --------------------- | --------------------- |
| 2017                  | Nie brała udziału     |
| 2022                  | 7. miejsce            |

| Udział w mistrzostwach świata | Udział w mistrzostwach świata |
| Rok                           | Miejsce                       |
| ----------------------------- | ----------------------------- |
| 1967–1994                     | Nie brała udziału             |
| 1998                          | 6. miejsce                    |
| 2002                          | 8. miejsce                    |
| 2006                          | 8. miejsce                    |
| 2010                          | 6. miejsce                    |
| 2014                          | 9. miejsce                    |
| 2018                          | 9. miejsce                    |
| 2023                          | 11. miejsce                   |

| Udział w mistrzostwach Europy | Udział w mistrzostwach Europy |
| Rok                           | Miejsce                       |
| ----------------------------- | ----------------------------- |
| 1995                          | 6. miejsce                    |
| 1996                          | 6. miejsce                    |
| 1997                          | 5. miejsce                    |
| 1999                          | Wicemistrzostwo               |
| 2000                          | Wicemistrzostwo               |
| 2001                          | Mistrzostwo                   |
| 2004                          | Wicemistrzostwo               |
| 2008                          | 3. miejsce                    |
| 2012                          | 5. miejsce                    |
| 2016                          | 5. miejsce                    |

## Skład na Mistrzostwa Świata 2023[1]
| Numer | Pozycja | Zawodnik           |
| ----- | ------- | ------------------ |
| 13    | BR      | Flo Fällenbacher   |
| 14    | BR      | Christian Schulz   |
| 69    | BR      | Misza Zinowiew     |
| 4     | OB      | Matthias Lehna     |
| 10    | OB      | Marius Butz        |
| 14    | OB      | Felipe Oehrwald    |
| 24    | OB      | Fritz Kleinhempel  |
| 69    | OB      | Christian Schulz   |
| 1     | PO      | Jakob Böckermann   |
| 3     | PO      | Eskander Ben Aissa |
| 7     | PO      | Lukas Kins         |
| 11    | PO      | Lars Nitz          |
| 12    | PO      | Anton Gnutzmann    |

| Numer | Pozycja | Zawodnik          |
| ----- | ------- | ----------------- |
| 21    | PO      | Simon Wimmer      |
| 28    | PO      | Kai Sontowski     |
| 31    | PO      | Patrick Schilling |
| 32    | PO      | Ole Johannsen     |
| 42    | PO      | David Beckmann    |
| 44    | PO      | Peter Wittmann    |
| 66    | PO      | Jan-Frieder Sterr |
| 8     | NA      | Adam Eakins       |
| 16    | NA      | Felix Kins        |
| 20    | NA      | Florian Werner    |
| 22    | NA      | Lasse Volquardsen |
| 26    | NA      | Wynton Bastian    |
| 36    | NA      | Per-Anders Olters |

### Sztab szkoleniowy
- Trener:  Adam Marshall
- Asystent trenera:  Chris Perkinson
- Asystent trenera:  Erik Genova
- Asystent trenera:  Julius Steddin
- Lekarz:  Janet Loos
- Menedżer:  Lein Weßling
- Media:  Tessy Geissinger